# UAD
| Sigles de 2 caractères   |
| ► Sigles de 3 caractères |
| Sigles de 4 caractères   |
| Sigles de 5 caractères   |
| Sigles de 6 caractères   |
| Sigles de 7 caractères   |
| Sigles de 8 caractères   |

La technique de forage UAD (ultrasonic assisted drilling) est l’évolution du forage traditionnel dit « twist-drill ».
Son principe de fonctionnement est celui-ci : des vibrations longitudinales sont créées et excitent des bittes de forage en acier de 8 mm généralement et ce à très haute vitesse («  High-speed drill bits »). Lorsque les forces tranchantes apparaissent, c’est sous la forme d’ondes sinusoïdales.
Cette technique de forage est adaptée au système MHT (MicroHole Technology) et présenterait de nombreux avantages :
1. Réduction des forces dites «  de réaction » lors du forage
2. Diminution des effets de torsion
3. Diminution de la quantité d’énergie nécessaire.
4. Déformations moindres
5. Augmentation de la précision lors du positionnement.
6. Réduction/Élimination de la formation de grasseyements
7. Facilite l’expulsion des débris
8. Augmente la précision du forage
9. Diminue la taille des composants.

À l’heure actuelle, des recherches sont effectuées afin de déterminer les limites et performances du système (free vibration test, torque résistance test, etc.).